# Mario Livio

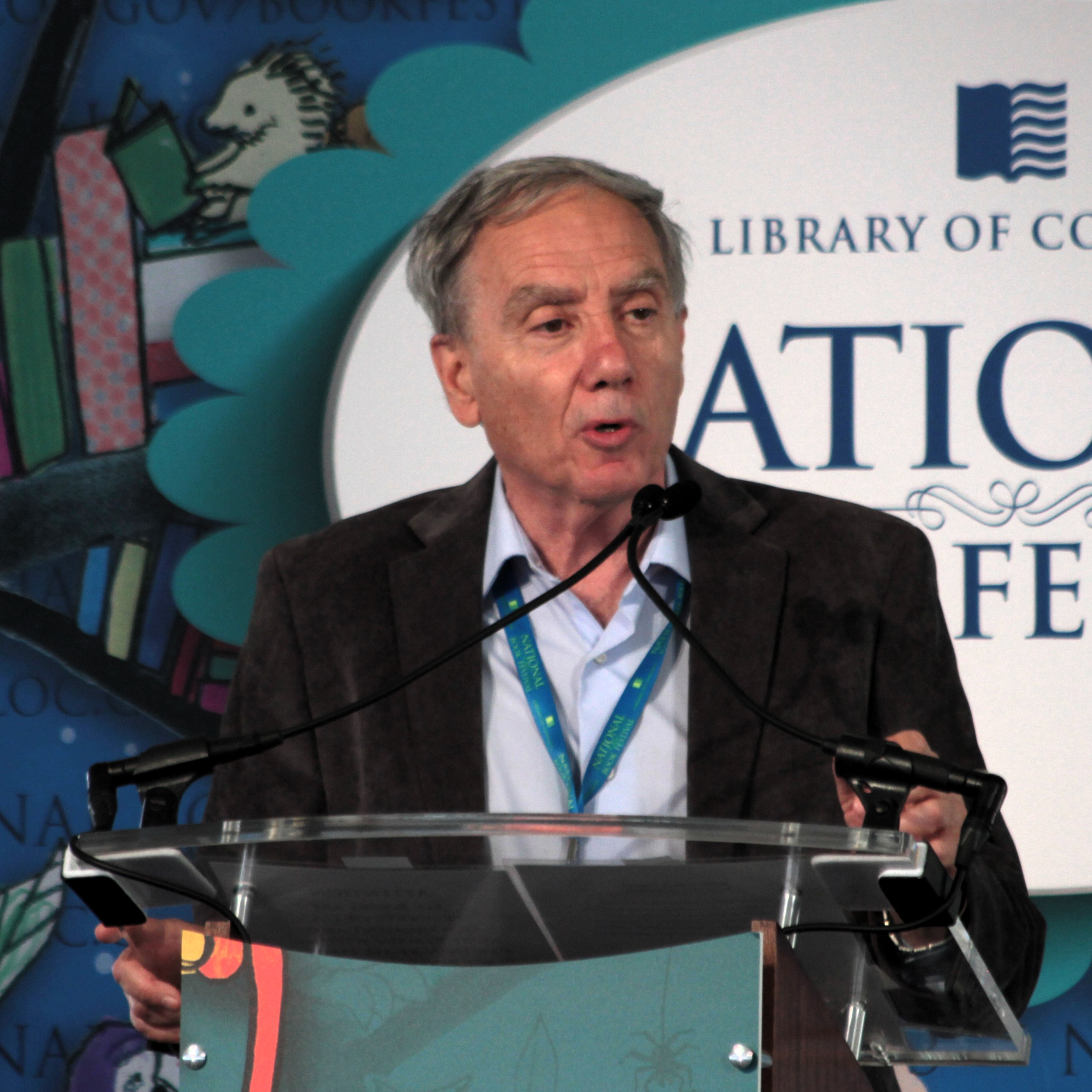
Mario Livio 2013

 Mario Livio (* 19. Juni 1945 in Bukarest, Rumänien) ist ein israelischer Astrophysiker und Autor populärwissenschaftlicher Werke über Themen aus Wissenschaft und Mathematik.

## Leben
Livio lebte bis zu seinem fünften Lebensjahr bei seinen Großeltern, da seine Eltern aus politischen Gründen Rumänien verlassen mussten. Die vereinte Familie ließ sich in Israel nieder, wo Livio an den drei Kriegen der 1960er bis 1980er Jahre als Feldscher der israelischen Streitkräfte (IDF) teilnahm.
Livios akademische Ausbildung erfolgte in Israel und schloss mit seiner Promotion an der Universität Tel Aviv zur theoretischen Astrophysik ab. Von 1981 bis 1991 lehrte er Physik am Technion in Haifa. Danach ging er in die  Vereinigten Staaten und arbeitet seither am Space Telescope Science Institute in Baltimore, Maryland, welches auch das Hubble-Weltraumteleskop betreibt. Livio ist auch Professor in der Abteilung Physik und Astronomie an der Johns Hopkins University in Baltimore.
Livios Forschungstätigkeit konzentrierte sich im 21. Jahrhundert auf Supernova-Explosionen und deren Auswirkungen auf die Ausdehnung des Weltraums. Ferner forschte er über Schwarze Löcher und die Entwicklung von Planetensystemen um neuentstandene Sterne.
Livio ist mit der Mikrobiologin Sofie verheiratet. Das Paar hat drei Kinder.

## Veröffentlichungen (Auswahl)
- 2013: Brilliant Blunders. Simon & Schuster, New York City, USA, ISBN 978-1-4391-9237-5.
- 2010: Ist Gott ein Mathematiker? Warum das Buch der Natur in der Sprache der Mathematik geschrieben ist, aus dem Englischen von Susanne Kuhlmann-Krieg; C. H. Beck, München ISBN 978-3-406-60595-6.
- 2005: Astrophysics of Life, Cambridge University Press, Cambridge ISBN 0-521-82490-7.
- 2005: The Equation That Couldn't Be Solved: How Mathematical Genius Discovered the Language of Symmetry, Simon & Schuster, New York ISBN 0-7432-5820-7.
- 2002: The Golden Ratio: The Story of Phi, the World's Most Astonishing Number, Broadway Books, New York ISBN 0-7679-0815-5.
- 2001: Das beschleunigte Universum: Die Expansion des Weltalls und die Schönheit der Wissenschaft, Kosmos Verlag, Stuttgart ISBN 3-440-08886-3.